# Klasse van matig voedselrijke graslanden
De klasse van matig voedselrijke graslanden (Molinio-Arrhenatheretea) is een klasse van syntaxa die overwegend graslanden op mesotrofe bodems omvat.
De klasse omvat een grote variatie van vegetatietypen met overwegend grassen, grasachtige planten en kruiden.

## Naamgeving en codering
- Frans: Prairies mésiques
- Duits: Frische und wechselfeuchte Grünland-Gesellschaften
- Syntaxoncode voor Nederland (rVvN): r16
- Corine biotope: Humid grasslands and tall herb communities / 37 - Prairies humides et mégaphorbiaies
- Eunis Habitat Types: E2 Mesic grasslands + E3 Seasonally wet and wet grasslands

De wetenschappelijke naam Molinio-Arrhenatheretea is afgeleid van de botanische namen van twee belangrijke diagnostische grassoorten van de klasse; dit zijn pijpenstrootje (Molinia caerulea) en gewone glanshaver (Arrhenatherum elatius).

## Fysiognomie
De formaties van de begroeiingen uit de klasse van matig voedselrijke graslanden betreffen bijna alleen maar graslanden; slechts enkele gemeenschappen de klasse betreffen ook ruigten. Een boom- en struiklaag zijn nooit aanwezig.
In de kruidlaag zijn grassen, vooral de gestreepte witbol en grasachtige planten dominant, met daarnaast grootbloemige overblijvende kruiden als scherpe boterbloem, knoopkruid, gewone brunel en pinksterbloem.
De moslaag is weinig opvallend en evenmin divers.

## Ecologie
De klasse van matig voedselrijke graslanden omvat plantengemeenschappen van vochtige tot natte, relatief zure tot basische, mesotrofe tot meso-eutrofe bodems.
Het zijn meestal graslanden die extensief beweid en/of regelmatig gehooid worden.
Dit soort hooilanden waren nog tot in de 20e eeuw zowel in Nederland als in Vlaanderen zeer talrijk, maar zijn de laatste decennia door bemesting en ontwatering op veel plaatsen omgevormd tot soortenarme productiegraslanden. Enkel in natuurgebieden met aangepast beheer zijn nog restanten van deze bloemrijke graslanden te bewonderen.

## Onderliggende syntaxa in Nederland en Vlaanderen
De klasse van matig voedselrijke graslanden wordt in Nederland en Vlaanderen vertegenwoordigd door twee orden.
- - pijpenstrootje-orde (Molinietalia)
    - verbond van biezenknoppen en pijpenstrootje (Junco-Molinion)
      - blauwgrasland (Cirsio dissecti-Molinietum)
      - associatie van veldrus en gevlekte orchis (Crepido-Juncetum)

    - dotterbloem-verbond (Calthion)
      - associatie van ratelaar en harlekijn (Rhinantho-Orchidetum morionis)
      - associatie van echte koekoeksbloem en gevleugeld hertshooi (Lychnido-Hypericetum tetrapteri)
      - associatie van boterbloemen en waterkruiskruid (Ranunculo-Senecionetum aquatici)
      - bosbies-associatie (Scirpetum sylvatici)
      - associatie van gewone engelwortel en moeraszegge (Angelico-Cirsietum oleracei)

  - glanshaver-orde (Arrhenatheretalia)
    - verbond van grote vossenstaart (Alopecurion pratensis)
      - kievitsbloem-associatie (Fritillario-Alopecuretum)
      - associatie van grote pimpernel en weidekervel (Sanguisorbo-Silaetum)

    - glanshaver-verbond (Arrhenatherion elatioris)
      - glanshaver-associatie (Arrhenatheretum elatioris)

    - kamgras-verbond (Cynosurion cristati)
      - kamgrasweide (Lolio-Cynosuretum)
      - associatie van ruige weegbree en aarddistel (Galio-Trifolietum)

- derivaatgemeenschap met draadereprijs (DG Veronica filiformis-[Cynosurion cristati])
- rompgemeenschap met blauwe knoop en blauwe zegge (RG Succisa pratensis-Carex panicea-[Junco-Molinion])
- rompgemeenschap met tweerijige zegge (RG Carex disticha-[Calthion palustris])
- rompgemeenschap met zwartblauwe rapunzel (RG Phyteuma spicatum subsp. nigrum-[Calthion palustris])
- rompgemeenschap met paddenrus (RG Juncus subnodulosus-[Calthion palustris])
- rompgemeenschap met rood zwenkgras en moerasrolklaver (RG Festuca rubra-Lotus pedunculatus-[Calthion palustris])
- rompgemeenschap met biezenknoppen (RG Juncus conglomeratus-[Calthion palustris/Caricion nigrae])
- rompgemeenschap met gestreepte witbol en echte koekoeksbloem (RG Holcus lanatus-Silene flos-cuculi-[Molinietalia])
- rompgemeenschap met pitrus (RG Juncus effusus-[Molinietalia/Lolio-Potentillion])
- rompgemeenschap met trosdravik (RG Bromus racemosus-[Alopecurion pratensis])
- rompgemeenschap met liesgras (RG Glyceria maxima-[Alopecurion pratensis/Lolio-Potentillion])
- rompgemeenschap met grote vossenstaart en echte koekoeksbloem (RG Alopecurus pratensis-Silene flos-cuculi-[Alopecurion pratensis/Calthion palustris])
- rompgemeenschap met grote vossenstaart en veldgerst (RG Alopecurus pratensis-Hordeum secalinum-[Alopecurion pratensis/Cynosurion cristati])
- rompgemeenschap met spits havikskruid (RG Hieracium lactucella-[Cynosurion cristati/Plantagini-Festucion])
- rompgemeenschap met scherpe boterbloem (RG Ranunculus acris-[Cynosurion cristati/Plantaginetea majoris])
- rompgemeenschap met kweek en grote vossenstaart (RG Elymus repens-Alopecurus pratensis-[Arrhenatheretalia])
- rompgemeenschap met weidegeelster (RG Gagea pratensis-[Arrhenatheretalia])
- rompgemeenschap met fluitenkruid (RG Anthriscus sylvestris-[Arrhenatheretalia])
- rompgemeenschap met glanshaver (RG Arrhenatherum elatius-[Arrhenatheretalia])
- rompgemeenschap met zachte dravik (RG Bromus hordeaceus-[Arrhenatheretalia])
- rompgemeenschap met jakobskruiskruid (RG Jacobaea vulgaris-[Arrhenatheretalia])
- rompgemeenschap met rode klaver (RG Trifolium pratense-[Arrhenatheretalia/Plantaginetea majoris])
- rompgemeenschap met harige ratelaar en ruige leeuwentand (RG Rhinanthus alectorolopholus-Leontodon hispidus-[Arrhenatheretalia/Brometalia erecti])
- rompgemeenschap met gestreepte witbol en Engels raaigras (RG Holcus lanatus-Lolium perenne-[Molinio-Arrhenatheretea])
- rompgemeenschap met gewoon reukgras (RG Anthoxanthum odoratum-[Molinio-Arrhenatheretea])
- rompgemeenschap met ruwe smele (RG Deschampsia cespitosa-[Molinio-Arrhenatheretea])
- rompgemeenschap met grote ratelaar (RG Rhinanthus angustifolius-[Molinio-Arrhenatheretea])
- rompgemeenschap met grote pimpernel (RG Sanguisorba officinalis-[Molinio-Arrhenatheretea])
- rompgemeenschap met veldrus (RG Juncus acutiflorus-[Molinietalia])
- rompgemeenschap met moeraszegge (RG Carex acutiformis-[Calthion palustris])
- rompgemeenschap met kussentjesmos (RG Leucobryum glaucum-[Junco-Molinion/Caricion nigrae])

## Diagnostische taxa voor Nederland en Vlaanderen
In de onderstaande tabel staan de belangrijkste kentaxa en differentiërende taxa van de klasse van matig voedselrijke graslanden voor Nederland en Vlaanderen.
Kruidlaag
| Kentaxon | Diff. soort | Presentie | Triviale naam      | Botanische naam         | Opmerking                                   | Afbeelding |
| -------- | ----------- | --------- | ------------------ | ----------------------- | ------------------------------------------- | ---------- |
| kK       |             |           | gestreepte witbol  | Holcus lanatus          |                                             |            |
| kK       |             |           | scherpe boterbloem | Ranunculus acris        |                                             |            |
| kK       |             |           | knoopkruid         | Centaurea jacea         | ook in de klasse van kalkgraslanden         |            |
| kK       |             |           | gewone brunel      | Prunella vulgaris       |                                             |            |
| kK       |             |           | pinksterbloem      | Cardamine pratensis     | ook in het Circaeo-Alnenion                 |            |
| kK       |             |           | veldzuring         | Rumex acetosa           |                                             |            |
| kK       |             |           | grote pimpernel    | Sanguisorba officinalis |                                             |            |
| kK       |             |           | vogelwikke         | Vicia cracca            | ook in de klasse van natte strooiselruigten |            |
| kK       |             |           | rode klaver        | Trifolium pratense      |                                             |            |
| kK       |             |           | beemdlangbloem     | Schedonorus pratensis   |                                             |            |
| kK       |             |           | gewone hoornbloem  | Cerastium fontanum      |                                             |            |
| kK       |             |           | veldlathyrus       | Lathyrus pratensis      |                                             |            |

Moslaag
| Kentaxon | Diff. soort | Presentie | Triviale naam  | Botanische naam            | Opmerking | Afbeelding |
| -------- | ----------- | --------- | -------------- | -------------------------- | --------- | ---------- |
| kK       |             |           | gewoon haakmos | Rhytidiadelphus squarrosus |           |            |

## Fotogalerij

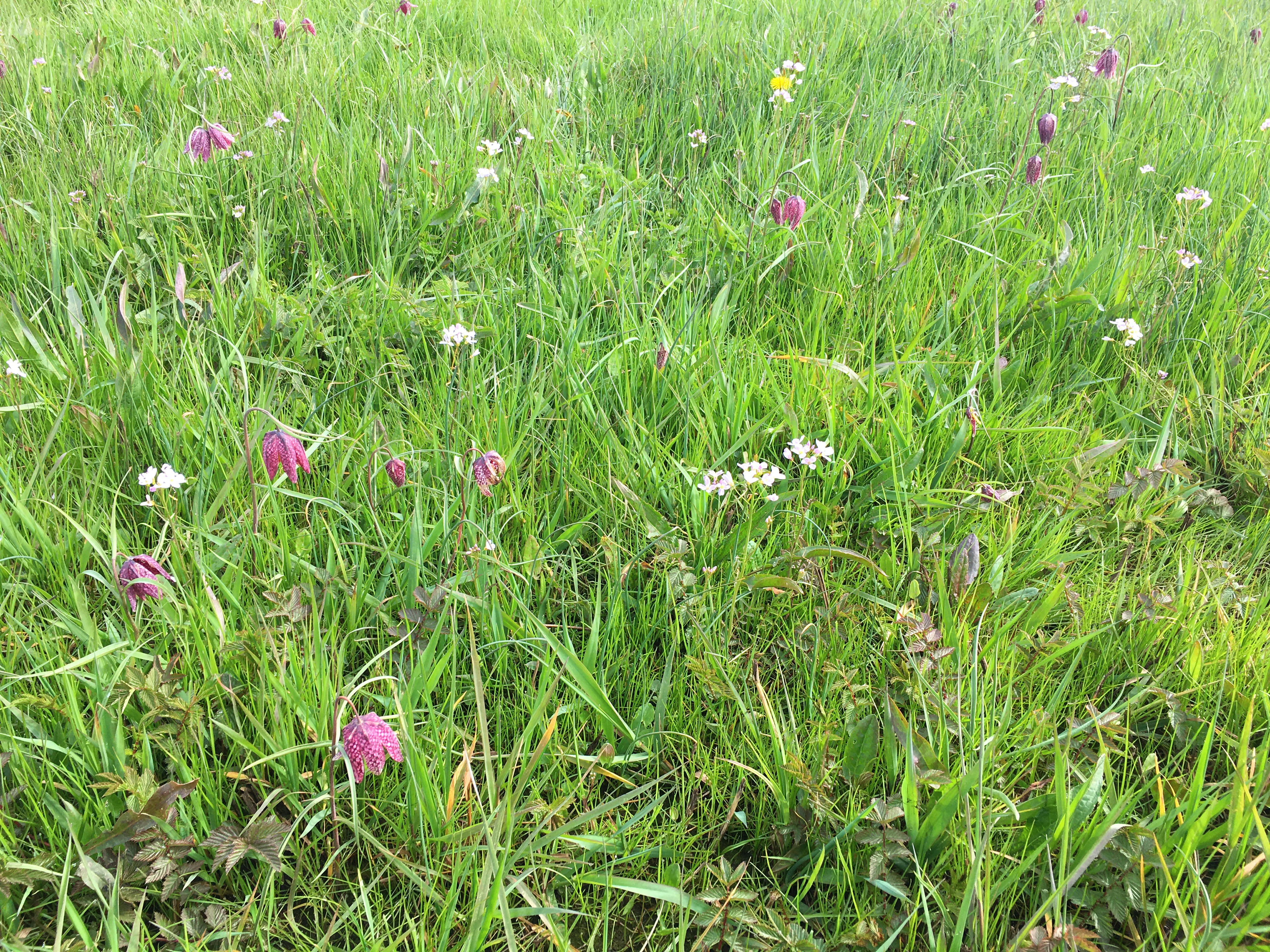
Kievitsbloem-associatie
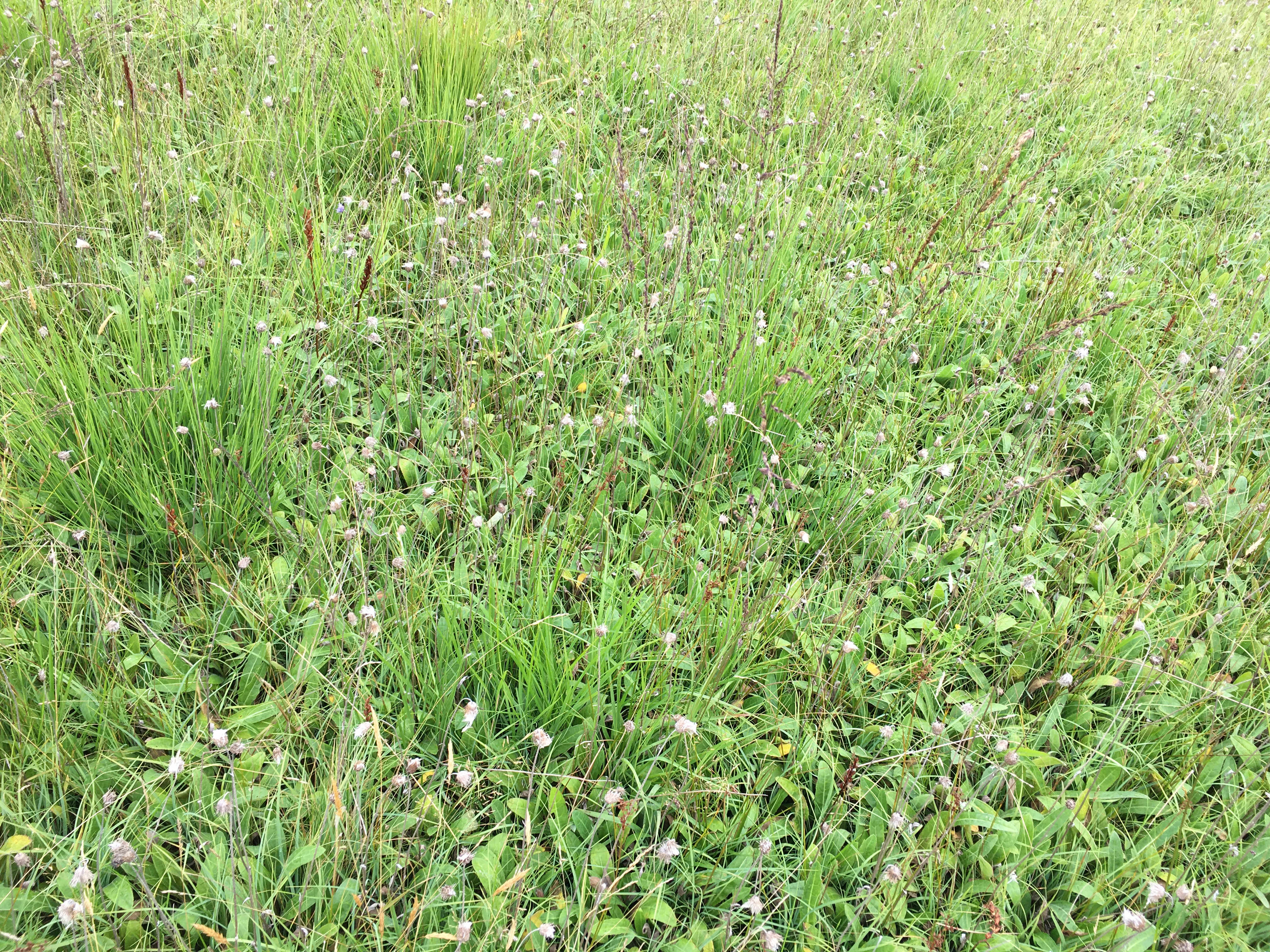
Blauwgrasland
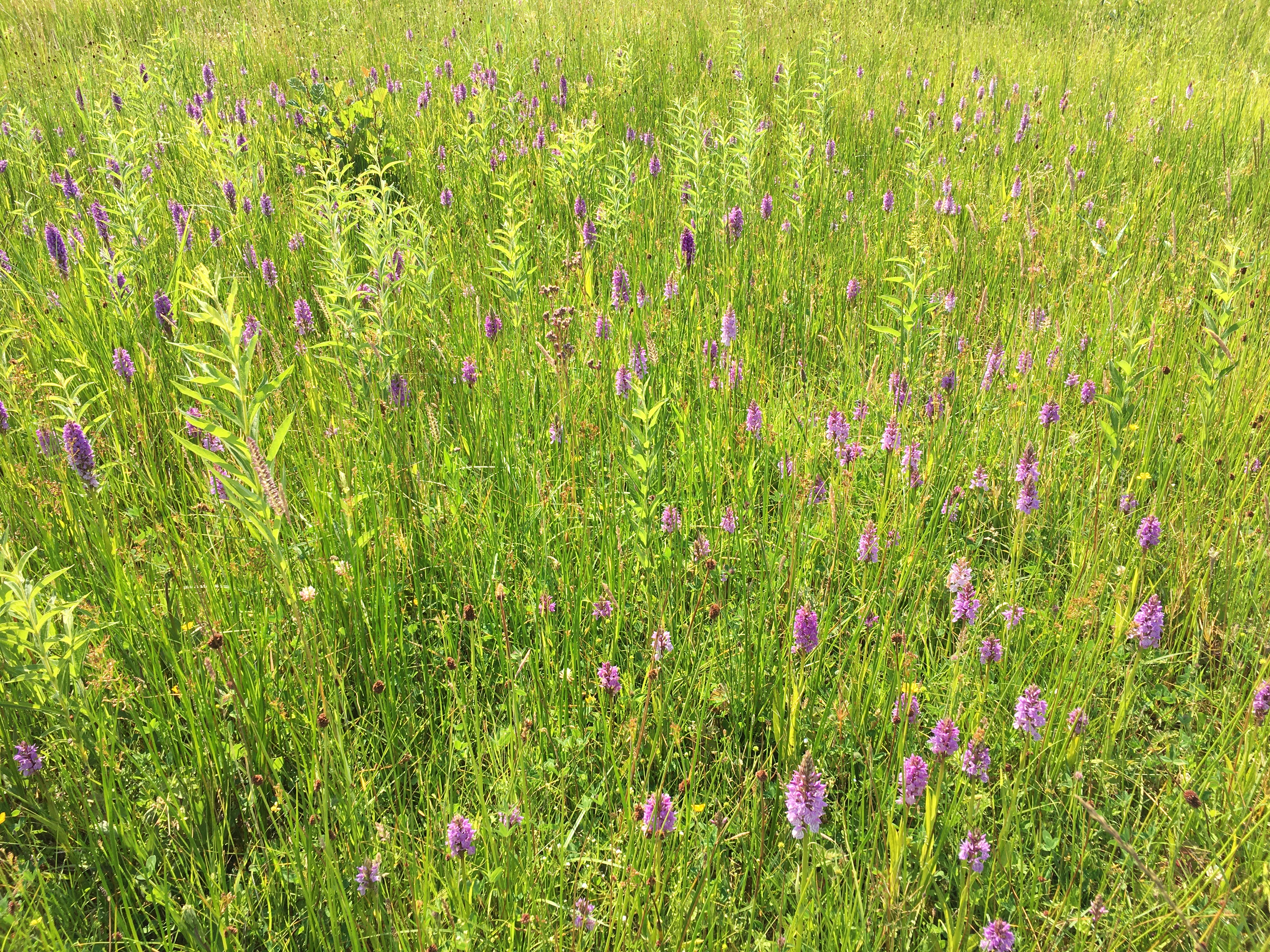
Een vroeg zomeraspect van de associatie van veldrus en gevlekte orchis
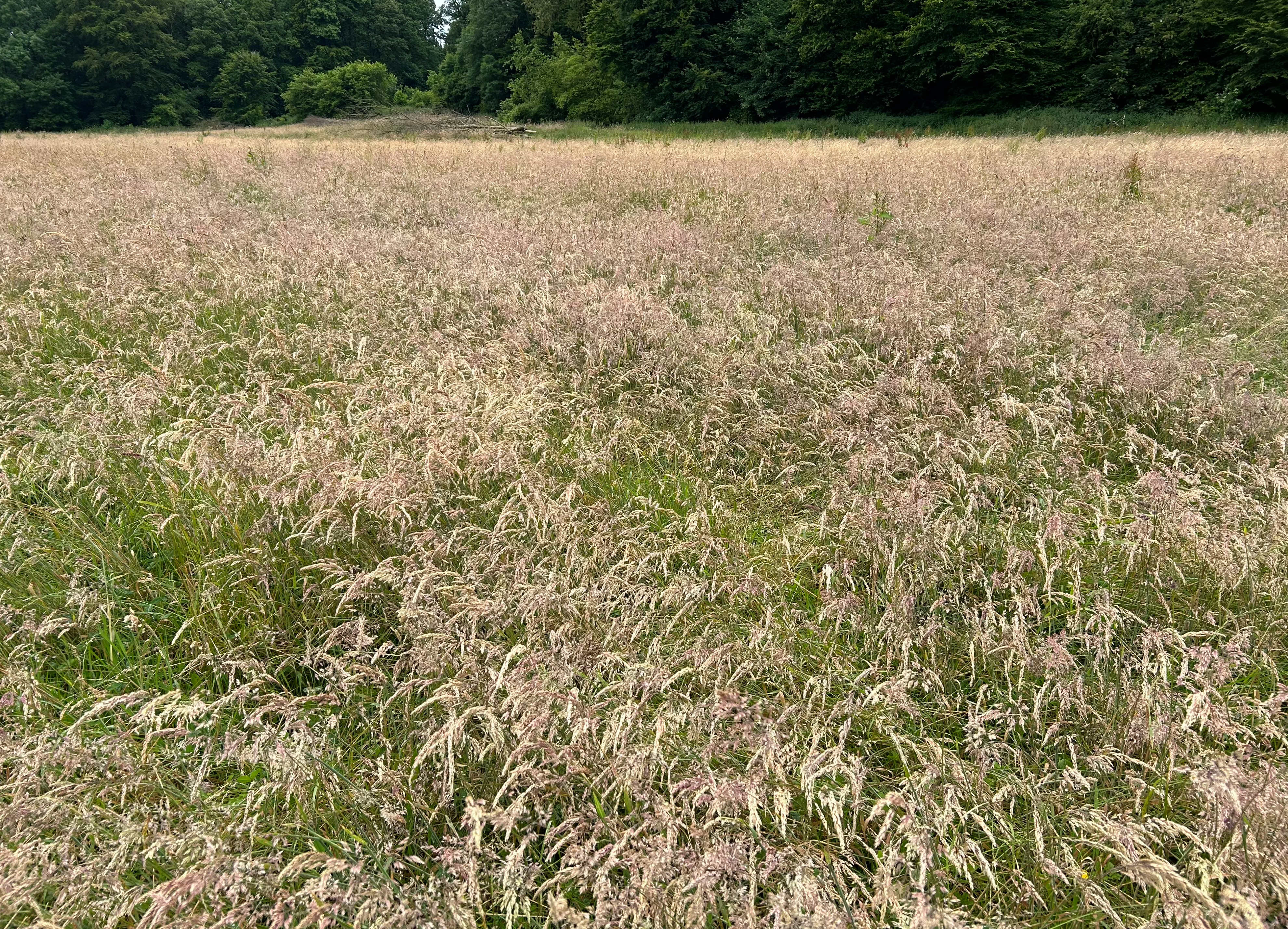
Een rompgemeenschap met gestreepte witbol en Engels raaigras